# Joško Popović
Pour les articles homonymes, voir Popović.
Joško Popović (né le 19 janvier 1966 à Opuzen en ex-Yougoslavie) est un footballeur international croate.

## Biographie
Popović a joué un match avec l'équipe de Croatie de football, le 20 avril 1994 contre la Slovaquie lors d'un match amical, marquant un but à la 67e minute après être entré en jeu lors de la deuxième mi-temps.
Popović a joué dans de nombreux clubs de Prva HNL durant sa carrière, dont le NK Zagreb, le Kamen Ingrad ou encore le HNK Šibenik, avec qui il finit meilleur buteur du championnat lors de la saison 1998–1999 avec 21 buts.
En mai 2010 à la fin de la saison de Prva HNL 2009–10, Popović est le troisième meilleur buteur de l'histoire du championnat croate avec 111 buts, derrière Igor Cvitanović (126) et Davor Vugrinec (116).